# Coniothyrium carpaticum
Coniothyrium carpaticum är en svampart som beskrevs av Petr. 1927. Coniothyrium carpaticum ingår i släktet Coniothyrium och familjen Leptosphaeriaceae.   Inga underarter finns listade i Catalogue of Life.